# Thomas Conolly (1738-1803)
Thomas Conolly (Leixlip Castle, 1738 - 27 avril 1803 Celbridge) est un propriétaire foncier irlandais et membre du Parlement.

## Jeunesse
Conolly est le fils et l'héritier de William James Conolly (d.1754) de Castletown House, dans le comté de Kildare, en Irlande, et de sa femme Lady Anne Wentworth, fille de Thomas Wentworth (1er comte de Strafford) (1672-1739). En 1758, il épouse Louisa Lennox, fille de Charles Lennox (2e duc de Richmond), mais n'a pas d'enfants.

## Carrière
Conolly siège au Parlement de Grande-Bretagne pour Malmesbury de 1759 à 1768 et pour Chichester de 1768 à 1780. En 1761, il est élu au Parlement d'Irlande pour Ballyshannon et pour le comté de Londonderry, siégeant dans cette dernière circonscription jusqu'en mai 1800. Le 6 avril 1761, il est nommé au Conseil privé d'Irlande. A Dublin, Conolly est membre du Kildare Street Club .

## Propriétés

### Château de Wentworth

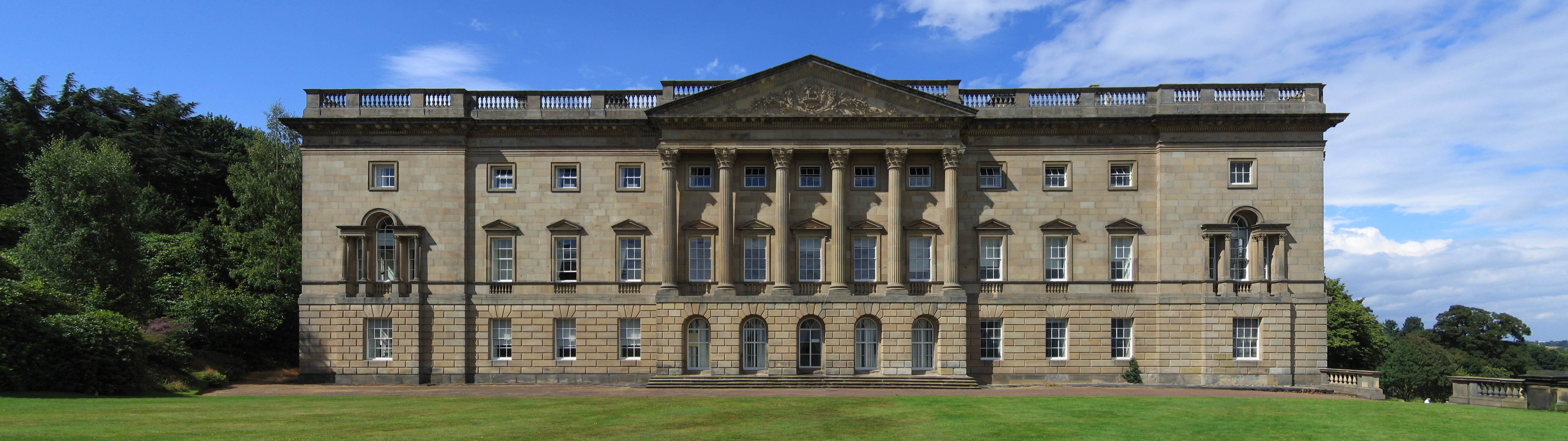
Château de Wentworth

En 1802, Conolly reçoit le château de Wentworth de sa cousine au second degré Augusta Anne Hatfield-Kaye, sœur de Frederick Wentworth (3e comte de Strafford). À sa mort, le château de Wentworth passe à Frederick Thomas William Vernon, petit-fils de la fille du 1er comte de Strafford, Harriet Wentworth.

### Castletown House

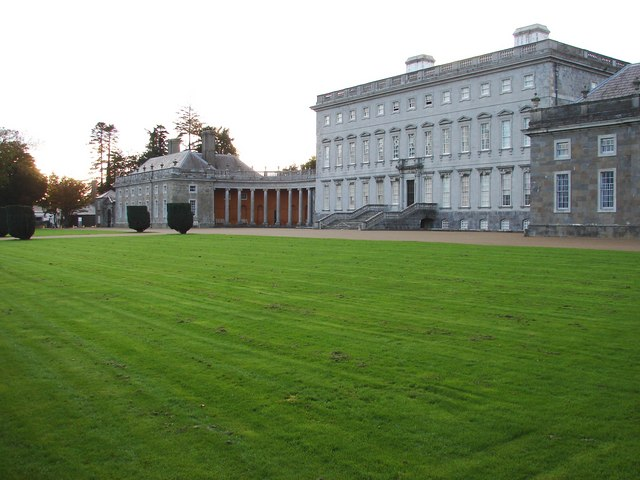
Castletown House

Castletown House passe à sa veuve Lady Louisa, puis à Edward Pakenham, petit-fils de la sœur de Conolly, Harriet Conolly, et est vendu par William Conolly-Carew, 6e baron Carew en 1965 .

### Cliff House
La résidence d'été Conolly 'Cliff House' sur les rives de la rivière Erne entre Belleek, le comté de Fermanagh et le comté de Ballyshannon Donegal est démolie dans le cadre du projet hydroélectrique d'Erne, qui construit les centrales hydroélectriques de Cliff et de Cathaleen's Fall. La centrale hydroélectrique de Cliff est construite sur le site de « Cliff House » et mise en service en 1950.

### 5, St James Square

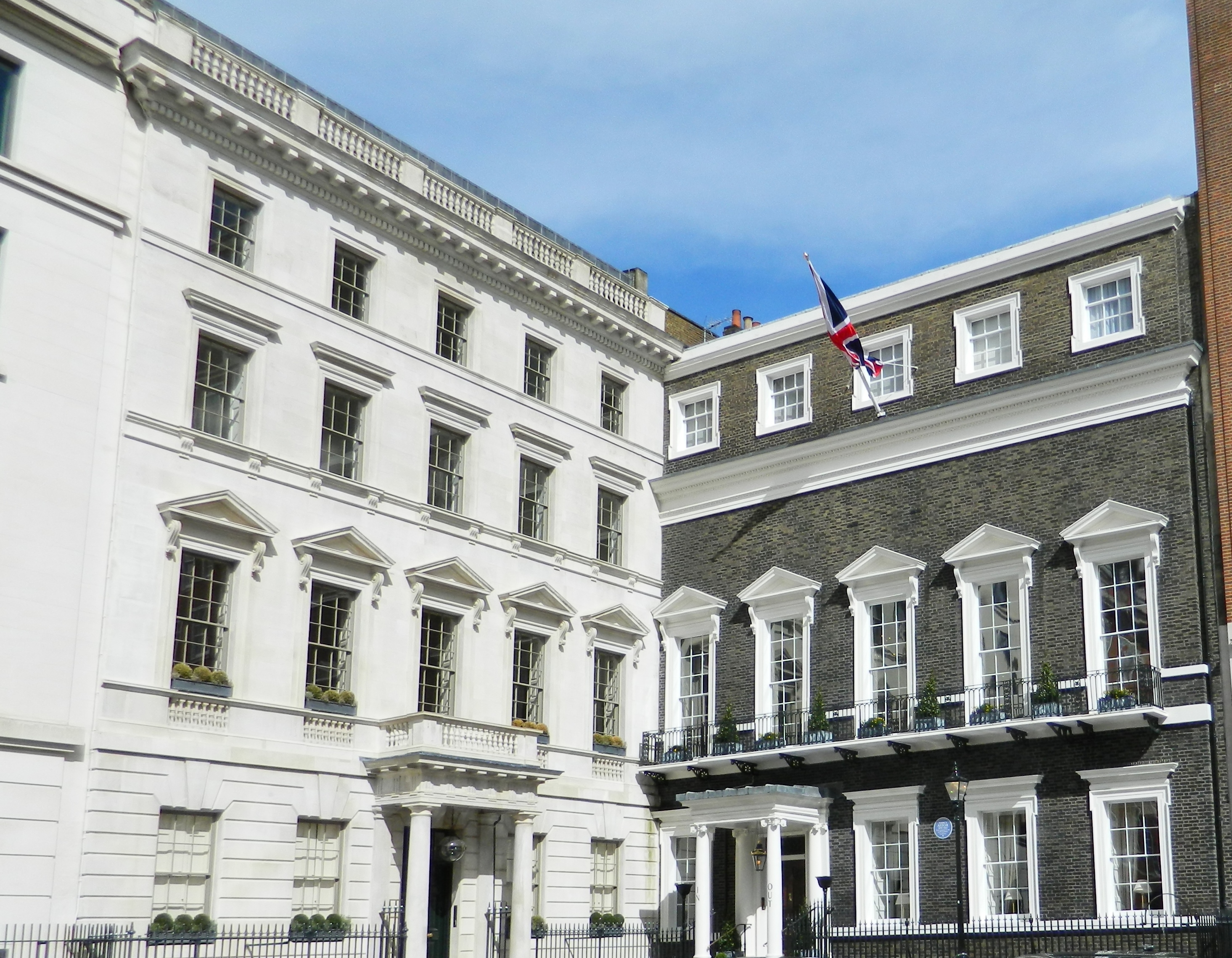
À gauche: Wentworth House, 5, St James's Square, Londres

Sa maison de ville, 5, St James's Square, à Londres  est construite par son oncle William Wentworth, 2e comte de Strafford (1722-1791), devient la propriété de son neveu George Byng (1764-1847), fils de sa sœur Anne Conolly, dont le frère cadet est le maréchal John Byng (1er comte de Strafford) (1772-1860), élevé à la pairie en 1847 avec la même désignation territoriale que le comté de ses cousins maternels, qui s'est éteint en 1799.